# Sân bay Toulon – Hyères
Sân bay Toulon – Hyères (tiếng Pháp: Aéroport de Toulon - Hyères) (IATA: TLN, ICAO: LFTH), cũng có tên là Sân bay Hyères Le Palyvestre, là một sân bay gần Toulon, 3 km về phía đông nam Hyères, đô thị thuộc tỉnh Var của Pháp.

## Hãng hàng không và tuyến bay
| Hãng hàng không | Các điểm đến               |
| --------------- | -------------------------- |
| Air France      | Paris-Orly                 |
| Jetairfly       | Ajaccio, Brest, Brussels   |
| Ryanair         | London-Stansted [theo mùa] |
| transavia.com   | Rotterdam                  |